# خوک بیشه
خوک بیشه (نام علمی: Potamochoerus larvatus) نام یک گونه از سرده رودخوک‌ها است.